# Saint-Pellerin (Mancha)
Saint-Pellerin era una comuna francesa que estaba situada en el departamento de Mancha, de la región de Normandía que el 1 de enero de 2017 pasó a formar parte de la comuna nueva de Carentan-les-Marais como comuna delegada.

## Historia
En 1837 se fusionó con la comuna de Catz, formando la comuna de Saint-Pellerin-de-Catz y en 1841 fue reconstituida a partir de sus antiguos territorios.

## Demografía
| Gráfica de evolución demográfica de Saint-Pellerin entre 1800 y 2022 |
|                                                                      |

Los datos demográficos contemplados en este gráfico de la comuna de Saint-Pellerin se han cogido de 1800 a 1999 de la página francesa EHESS/Cassini, y los demás datos de la página del INSEE.